# Lucjusz z Chur
Lucjusz z Chur (zm. w II lub V/VI wieku) – według tradycji posłaniec wiary w północnej Recji, pierwszy biskup Chur w Gryzonii, czczony jako święty przez szwajcarski Kościół katolicki.

## Żywot świętego
O jego życiu nic pewnego nie wiadomo. Historycznie nie znajduje potwierdzenia fakt, aby był pierwszym biskupem Chur w II wieku, ponieważ diecezja powstała w IV lub V wieku.

### Wzmianki z VI wieku
Identyfikowany jest z legendarnym królem Brytanii (lub Bretanii) zmarłym ok. 156 roku. Według "Księgi Papieży" z VI wieku (Liber Pontificalis) papież Eleuteriusz (+ ok. 189) korespondował z brytyjskim królem Lucjuszem, który pragnął nawrócić się na chrześcijaństwo. Historycznie nie znajduje to potwierdzenia. Prawdopodobnie podczas przepisywania ksiąg pomylono Britio (Britio Edessenorum, Edessa) z Brytanią. W 197 roku odbył się pierwszy synod w Edessie, a ówczesny król Abgar IX o imieniu "Lucjusz", przyjął chrześcijaństwo ok. 204 roku. Możliwym wydaje się również pomylenie Lucjusza Cyrenejczyka z rzymskim generałem Lucjuszem Munatiusem Plancusem, który podbił Recję (Raetia) koło Chur.

### Wzmianki z VIII-IX wieku
W latach 780-818 duchowny z Chur dopisał legendę. Zidentyfikował Lucjusza, jako króla Brytanii, który opuścił wyspę i udał się najpierw w okolice Augsburga, później Recji, by głosić Ewangelię, dołączając być może do Walentego (+ ok. 470), pierwszego biskupa Pasawy w Bawarii.
Możliwe jest, że Lucjusz zmarł jako pustelnik w jaskini, w górach koło Chur, nazwanych jego imieniem. Wspomina się również o jego rzekomej śmierci męczeńskiej. Jako biskup Chur mógł przebywać w Luziensteig (St. Luzisteig Pass), położonym w Alpach (obecnie w dystrykcie Landquart), gdzie rozwścieczony tłum pogan wrzucił Lucjusza do studni chcąc go ukamienować, ale ten został uratowany przez wiernych.

### Martyrologium Rzymskie
Wzmianka w Martyrologium z 1956 nawiązuje również do brytyjskiego króla Lucjusza z II wieku, natomiast w wersji z 2004 roku, pod dniem 3 grudnia, informacja jest krótka: około 600 roku zmarł pustelnik Lucjusz.

## Kult
Po raz pierwszy jego szczątki zostały wystawione w ówczesnym kościele św. Andrzeja w Chur zbudowanym nad grobem Świętego (późniejsze benedyktyńskie opactwo, obecnie seminarium duchowne), który po nawróceniu się wiernych ok. 800 roku został przemianowany ku czci Świętego (Monastic Church of St. Lucius). Do dzisiaj zachował się pierścień znaleziony w krypcie. Jego relikwie przechowywane były w kościele do XVI wieku, skąd zostały przeniesione do miejscowej katedry w czasie schizmy XVI wieku. Według tradycji (legendy duchownego z Chur) relikwie brytyjskiego króla przechowywane są w Augsburgu.
Lucjusz jest patronem Gryzonii i diecezji w Chur.
Jego atrybutami są: berło i korona oraz niedźwiedź i wół.
Legenda głosi bowiem, że przy pracy polowej Lucjusz zastąpił jednego z dwu wołów ciągnących pług, po tym, jak jednego z nich zagryzł niedźwiedź.
Wspomnienie liturgiczne św. Lucjusza w Kościele katolickim obchodzone jest 3 grudnia, natomiast na niemieckim obszarze językowym i w Chur 2 grudnia.
W churyńskiej diecezji wspomnienie ma rangę uroczystości, a przeniesienie relikwii wspominane jest 9 października.
Wyznawcy prawosławia wspominają Lucjusza 2/15 grudnia, tj. 15 grudnia według kalendarza gregoriańskiego.